# Jarmila Vedralová
Jarmila Vedralová (* 27. června 1976) je česká státní úřednice a odbornice, která dlouhodobě působí v oblasti veřejného zdraví, zdravotnického managementu a koordinace protidrogové politiky. Od srpna 2018 do února 2022 působila jako národní protidrogová koordinátorka, ředitelka Odboru protidrogové politiky Úřadu vlády ČR a výkonná místopředsedkyně Rady vlády pro koordinaci protidrogové politiky (RVKPP).

## Studium
Po absolvování gymnázia v Liberci studovala v letech 1994 až 1996 obor Zdravotnický záchranář na Vyšší odborné zdravotnické škole MEDEA Praha. Následně studovala v letech 1997 až 2001 bakalářský obor Veřejné zdravotnictví na 3. lékařské fakultě Univerzity Karlovy v Praze a v letech 2002 až 2005 pak magisterský obor Management zdravotnictví na Lékařské fakultě Univerzity Palackého v Olomouci.

## Život
Jarmila Vedralová je vdaná, má jedno dítě a žije v Praze.

## Profesní kariéra
Při studiu mezi roky 1994 a 1996 pracovala jako zdravotnická záchranářka a dále pak jako zdravotní asistentka na dětské onkologii ve Fakultní nemocnici Motol. V roce 1999 nastoupila na Ministerstvo zdravotnictví ČR, kde se od roku 2001 věnovala problematice agendy protidrogové politiky resortu zdravotnictví, včetně meziresortní a mezinárodní spolupráce v oblasti prevence závislostí.
Do její kompetence spadalo komplexní zpracování a koordinace protidrogové politiky na Ministerstvu zdravotnictví ČR. Spolupodílela se na zpracování právních předpisů v oblasti protidrogové politiky, např. Zákon č.65/2017 Sb. o ochraně zdraví před návykovými látkami (tzv. protikuřácký zákon), dále Akční plán k omezení škod působených alkoholem v České republice pro období 2015–2018 a další strategické dokumenty. Podílela se také na zpracování Národní strategie protidrogové politiky pro období 2010–2018 či na přípravě stanovisek k materiálům určeným pro jednání Rady vlády pro koordinaci protidrogové politiky (RVKPP). Na jednáních RVKPP často zastupovala ministra zdravotnictví.
Za svého působení na Ministerstvu zdravotnictví ČR se podílela na vzniku protikuřáckého zákona, historicky také na všech jeho podobách (v letech 2011, 2015 a 2017). Tento právní předpis zavedl mimo jiné zákaz kouření v restauracích, což se během půl roku od začátku jeho účinnosti projevilo ve snížení počtu pacientů hospitalizovaných kvůli nemocem způsobeným kouřením.
Zastupovala ČR ve Výboru Evropské komise pro národní politiky a akce v oblasti alkoholu. V uplynulých letech spolupracovala při zpracování agendy související s členstvím České republiky ve Světové zdravotnické organizaci (WHO), připravovala české odborné zástupce na jednání WHO nebo se jich sama účastnila.

## Ředitelka Odboru protidrogové politiky Úřadu vlády ČR a národní protidrogová koordinátorka
V srpnu 2018 byla jmenována do funkce ředitelky Odboru protidrogové politiky Úřadu vlády ČR (OPK) a stala se národní koordinátorkou pro protidrogovou politiku.
Současně byla také výkonnou místopředsedkyní Rady vlády pro koordinaci protidrogové politiky a členkou správní rady Evropského monitorovacího centra pro drogy a drogovou závislost (EMCDDA), jedné z decentralizovaných agentur EU, jejímž úkolem je poskytovat EU a jejím členským státům přehled o evropských problémech v oblasti drog a spolehlivé, na důkazech založené informace na podporu diskuse o drogách. Českým koordinačním, metodickým a analytickým pracovištěm je Národní monitorovací středisko pro drogy a závislosti (NMS), které je součástí Odboru protidrogové politiky Úřadu vlády ČR a spadá pod vedení národní koordinátorky pro protidrogovou politiku.
Ve funkci ředitelky Odboru protidrogové politiky a národní protidrogové koordinátorky se zaměřovala na integrovanou protidrogovou politiku, která zahrnuje jak oblast nelegálních návykových látek, tak i legálních (tabáku a alkoholu) a hazardního hraní. Jarmila Vedralová také reprezentovala Českou republiku na mezinárodních fórech věnujících se protidrogové problematice.
Ve funkcích národní protidrogové koordinátorky a ředitelky Odboru protidrogové politiky Úřadu vlády ČR skončila po vzájemné dohodě v polovině února 2022.

### Priority
Za své priority ve funkci považuje věnovat zvýšenou pozornost oblasti primární prevence vzniku závislostního chování, snížení rizikového užívání nelegálních a legálních drog (alkohol, tabák) a rizikového chování v oblasti patologického hazardního hraní, prosadit zefektivnění systému financování politiky závislostí, zajištění dostupnosti intervenčních služeb (např. rozšíření sítě ambulantních služeb) a zvyšování jejich kvality.  Jako národní protidrogová koordinátorka také komentovala vývoj a trendy na poli závislostí.

### Kritika
Nominace Jarmily Vedralové na ředitelku Odboru protidrogové politiky Úřadu vlády vzešla z výběrového řízení, kterého se zúčastnili tři adepti, jejichž způsobilost posoudila nezávislá komise. Ve funkci nahradila Jindřicha Vobořila, který v den jejího nástupu označil její výběr za špatný. Výběr kritizovala Česká pirátská strana. Jarmila Vedralová označila argumenty svých kritiků za nekonstruktivní. Uvedla, že její nástup provázela velká a rychlá vlna kritiky v řádu hodin, kdy ve funkci ještě nestihla cokoliv vykonat. S kritikou Jarmily Vedralové nesouhlasil například adiktolog Ivan Douda nebo psychoterapeut Dan Horyna.